# 漫画
漫画（まんが、英語: comic〈コミック〉/ 複数形:英語: comics〈コミックス〉、cartoon、manga）は、狭義では笑いを企図した絵をいい、「戯画（カリカチュア）」の概念と近い。広義では、必ずしも笑いを目的としない「劇画」「ストーリー漫画」「落書き」「アニメ」なども含み、幅広い意味を持つ。マンガという表記も漢字以上に広く使われており、特に漫の字がユーモアを想起させることから、広義で用いる場合はその傾向がある。
日本では明治時代に輸入された"comic"、"cartoon"の日本語訳として「漫画」という言葉を北澤楽天や今泉一瓢が使用したことに始まって以後、漫画はcomicと同義として扱われるようになり、その意味での「漫画」が昭和初期に普及し、現代における漫画という語へ定着するようになった。本項では、日本の漫画のみではなく、漫画全般について説明する。

## 漫画の形式

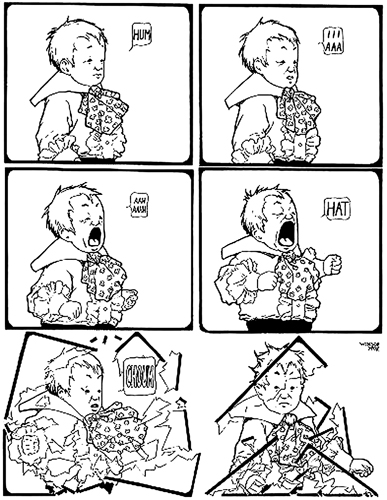
ウィンザー・マッケイ 『Little Sammy Sneeze』（1905年）

漫画は、現時性と線上性とが複合した一連の絵である。現時性とは「そのすべてを一望して把握できること」、線上性とは「流れの中で部分をたどり、把握していくこと」である。法隆寺の落書きのような卑俗な笑いから、フランス革命前夜のビラのような体制への嘲笑であったり、また時に、ゴヤのような人間存在を揺るがす鋭いブラックユーモアであったりする。その歴史は長く、時代・地域・社会層によりさまざまな形で存在してきた。その形式はきわめて多様であり、厳格な定義はほとんど意味をなさない。
漫画は、簡略化と事象の抽象化が特徴とされる。現代漫画は、映画などの影響を受けて20世紀に世界的に発展した、ストーリーのある「コマ割り漫画」のcomics（コミック）と、「一コマ漫画」のcartoon（カートゥーン）に分類することができる。

### 定義
1. 視覚情報を絵として提示する（文章による説明ではない）。
2. 絵は話の展開を動的に描写し、情報の本質部分を占める（挿絵とは異なる）。
3. 聴覚情報は人物のセリフは文字として、音が擬音として表現される。ただし、音楽は擬音ではなく絵やコマの行間のようなもので表現される場合が多い。
4. コマやフキダシなど独特の形式を持っている。

漫画では情景や人物の動作などは情報伝達の際に、その絵を提示することで表現されることがある。視覚芸術の一分野に位置づけられるが、1つの画面で完結しない「時間の継起性」において、時間の一瞬を切り取った（近代以降の）絵画とは区別する傾向があり、1つの画面（フレーム）がコマを指すのか紙面を指すのか不確定なところに、フレームが1つしかない映画との区別がなされる。
本記事においては漫画と表記されているが、「マンガ」や「まんが」と表記される場合、これらの表記は意図的に用いられている場合もある。ただし個々の評論家や研究者によって定義は異なる。
| メディア             | 視覚情報の表現                          | 聴覚情報の表現                                        | 画像の連続性       |
| -------------------- | --------------------------------------- | ----------------------------------------------------- | ------------------ |
| 漫画                 | 絵を提示                                | 声は文字化 音は擬音                                   | 動的               |
| 絵本                 | 絵の提示と文章での説明                  | 声は文字化 音は文章表現か擬音                         | 静的・挿絵的       |
| 小説                 | 文章のみで説明 （挿絵が入る場合がある） | 声は文字化 音は文章表現か擬音                         | なし（挿絵は静的） |
| オーディオドラマ     | 音声のみで説明                          | 声も音も直接提示                                      | なし               |
| 映画・アニメ・ドラマ | 映像を直接提示                          | 声も音も直接提示 テロップによって表現されることもある | 動的・実時間的     |
| 紙芝居               | 絵を提示                                | 声は読み手の発声 音は読み手の発声による文章表現か擬音 | 静的・挿絵的       |
| 絵画・イラスト       | 絵を提示                                | なし                                                  | 静的               |

### 語源
「漫画」という言葉は、字義的には「気の向くままに漫然と描いた画」という意味である。語源はよくわかっていないが、随筆を意味する漢語「漫筆」が「漫筆画」を経て「漫画」になったとする説と、「漫画（まんかく）」という名のヘラサギに由来するとの説がある。江戸時代には、山東京伝（『四時交加』、1798年）や浮世絵師の葛飾北斎（北斎漫画初版、文化11年（1814年））の作品の序文や題名で、用語「漫画」が「絵による随筆」「戯画風のスケッチ」という意味で使用されている。
明治時代になると、今泉一瓢が"caricature"や"cartoon"の訳語として「漫画」を用いた。北澤楽天は"comic"の訳語として「漫画」を使用し、以降はこの意味が「漫画」のもっとも一般的な用法として定着した。

#### 各言語における漫画の呼び名
英語でコマ割り漫画を意味するcomics（コミック）は、ギリシャ語で「喜劇」を意味するΚωμικός（コーミコス）から派生した、「滑稽な」を意味する形容詞comicに由来する言葉である（現代のギリシャ語でも、同じ語源を持ち、おそらくは英語の影響をも受けた用語Κόμικς（コーミクス）が、漫画の意味で使われている）。初期の漫画の多くはほぼ同じサイズのコマを一列に並べたものであり、また、ほとんどは滑稽な内容を扱っていたために、これらのジャンルにはcomic strip（コミック・ストリップ、滑稽な端切れ）という呼び名が与えられた。それらを一冊の冊子にまとめたものはcomic book（コミック・ブック、滑稽な本）と呼ばれ、それが短縮されてcomicとなった。しかしながら、漫画が深刻なテーマを取り扱うようになると、それらに冠されたcomicという名は混乱をもたらし、 これを嫌ったアメリカ合衆国の漫画家ウィル・アイズナーはsequential art（シーケンシャル・アート、「連続された絵画」の意味）という呼び名を導入した。なお、英語のcomicはアイズナーが代替語としてsequential artという用語を提案したことからも分かる通り、原則的には複数のコマで構成される漫画のみを指す用語である。英語では一コマ漫画はcartoon（カートゥーン）あるいはpanel（パネル）と呼ばれる。現代の英語のcartoonという用語が、もっぱらanimated cartoon（アニメーション作品）を指す言葉として使われるようになったため、印刷媒体の上での一コマ漫画であることを強調したいときは、printed cartoonと表記される。
英語のcomicという言葉はヨーロッパ諸国へも輸出され、ドイツ語のComic（コミーク）やロシア語のКомиксなどの呼び名は、英語のcomicに由来する。オランダ語ではおもにstripが漫画の呼び名として使われている。ただし、ドイツ語でも漫画に対して自国語由来のBildergeschichte（ビルダーゲシヒテ、絵の物語）という言葉が使われることがある。
一方、漫画に対して英語のcomicとは異なる呼び名を持つ言語圏も多数あり、フランスやベルギーといったフランス語圏ではbande dessinée（バンド・デシネ）が使われている。これは「絵の描かれた帯」という意味で、英語のcomic stripと同様に、漫画のコマの配列について言及した言葉である。
フィンランド語のsarjakuva（サルヤクヴァ、「連結した（sarja）」+「画像（kuva）」）も、やはり同様の意味の言葉である。
スペイン語では、アメリカンコミックのようなストーリー性のあるものはそのままcomic（コミック） 、もっと軽い、どちらかといえば子供向けのものはtebeo（テベオ、単語の由来は後述**） 、風刺画、戯画のようなものはhistorieta （イストリエタ）、viñeta（ビニェータ）、caricatura（カリカトゥーラ）などと呼ばれる。近年スペインでは絵やストーリーのスタイルが日本の漫画から大きな影響を受けている作品群はそのままmanga（マンガ） と呼ばれ、2012年には王立スペイン語アカデミー編纂のスペイン語辞書第23版にも外来語として記載されるようになった。　
- tebeo（テベオ）は1917年にバルセロナで創刊された長寿漫画雑誌TBOに由来する。TBOはスペイン語のte veo（私は君を見る）からつけられたタイトルである。

イタリア語では漫画はfumetto（フメット）と呼ばれる。これはイタリア語で「煙」を表すfumo（フーモ）に由来する言葉で、漫画のフキダシの形からこの呼び名が生まれた。fumettoの複数形はfumetti（フメッティ）であるが、この言葉はアメリカではイタリアの漫画よりも、むしろ写真を用いた漫画を表す言葉として使われている。
中国語圏や韓国語圏では、日本から輸出された「漫画」の表記のそれぞれの現地発音による「漫画」（台湾と香港では「漫畫」）（マンホア）や만화（マンファ）という呼び名を使う。
エスペラント語では漫画一般を指す言葉として、bildo（画像）とliteraturo（文学）を組み合わせた言葉bildliteraturo（ビルドリテラツロ）が作られたが、日本風の漫画に関してはmangao（マンガーオ）と表記することもある。 
日本では、一般に「漫画」「マンガ」「まんが」「コミック」などと呼称されている。古い呼び方としては、日本初の漫画雑誌ジャパン・パンチに由来する「ポンチ」という名が明治から大正年間にかけて使用されていた。その名残で、出版業などビジネス界では、漫画絵のことを「ポンチ絵」とも呼称している（製造業ではポンチ絵はラフ（簡単な絵の概略構想図）の類似表現である）。詳細は「日本の漫画」項を参照。

## 歴史
漫画発祥の時期と場所については、おもに漫画の定義に依存する多数の異なった説が存在する。

### 古代と中世
戯画的漫画・落書きは、その大衆的性格から（また時に体制批判的な内容から）、美術が権力者や宗教に従事していた古代や中世には、積極的に残される努力はされなかった。それゆえに作例がかなり限られてくる。日本の現存する最古の漫画の作例では、法隆寺に残された漫画が挙げられる。古代エジプトの漫画としては、権力者を動物化して表現した漫画が存在している。これは壁画や壷絵などが複数残されている。古代ギリシアでも、壷絵には多くの戯画的表現を見出すことができるが、古代世界で多くの漫画が残されているのはポンペイである。この古代ローマ時代の地方都市は、ある日突然に火山の噴火によって町が灰に埋もれたことから、普通では残ることのないようなごくごく日常的な絵画や漫画の類まで残されている。これらは偶然に残されたこと、庶民的性格、おおらかな性の表現といった点で似ている。
また、宗教において写本画のごくごく目立たない部分に落書きがあったり、後期中世を通じて大量に流布していた木版画には、民衆的ユーモアを確認することができる。日本の仏典の端には、写学生の気晴らしと思われる漫画などがみられる。ゴシック末期の、たとえばショーンガウアーやボッスの作品には、さまざまな戯画的世界が見られる。宗教関連では、仏教では釈迦一代記曼荼羅が描かれた。これは、釈迦の両親から、象の夢による妊娠に始まって、出家、涅槃までを、中央の釈迦を中心に、左下から反時計回りに展開したものである。一方、キリスト教では、イエスの物語を語り継ぐことが信仰の中心となったこともあり、十字架の道（Via Crucis）が多くの教会の内部（巡礼に倣うために、各柱の下）に描かれた。これは、イエスの死刑宣告から復活まで、14コマ+1コマで描くものであり、イエスやピラト、マリア、シモン、ベロニカなどのキャラクターが定型的に描かれる。これらを原点として、仏教でも、キリスト教でも、さまざまな時間的な物語が、絵や彫刻、ステンドグラスのコマ、ないし連続的展開によって説明される形式が確立されていた。ただし、当時の民衆は文字が読めない場合が多かったために、説明は宗教家の活弁によって補われる必要があった。

### 近世
ルネサンス美術は、きわめて多様な作例を残している。特に16世紀以降は、美術に従事するものは個性的であることが優れていると考えられ、そのために表現の幅が広げられた。レオナルド・ダ・ヴィンチは奇妙・奇怪なものに非常に関心を示し、彼の手稿には多くの戯画が残されている。レオナルドの興味はマニエリスムを予感させる。そしてまた、民衆的な笑いのセンスが、芸術的な形に現れた時代でもあった。後期ルネサンスやマニエリスムには、下卑た笑い、エロティックなもの、世相批判的なもの、そういったまるでフランソワ・ラブレーの世界が、美術に展開し、枚挙に暇がない。それは漫画と密に通じている。代表的な美術家としては、ピーテル・ブリューゲル（父）、ジャック・カロ、ジュリオ・ロマーノ、ルーカス・クラーナハ（父）などがいる。カロや、クラーナハの場合、当時飛躍的に発展しつつあった印刷技術との関連においても重要である。

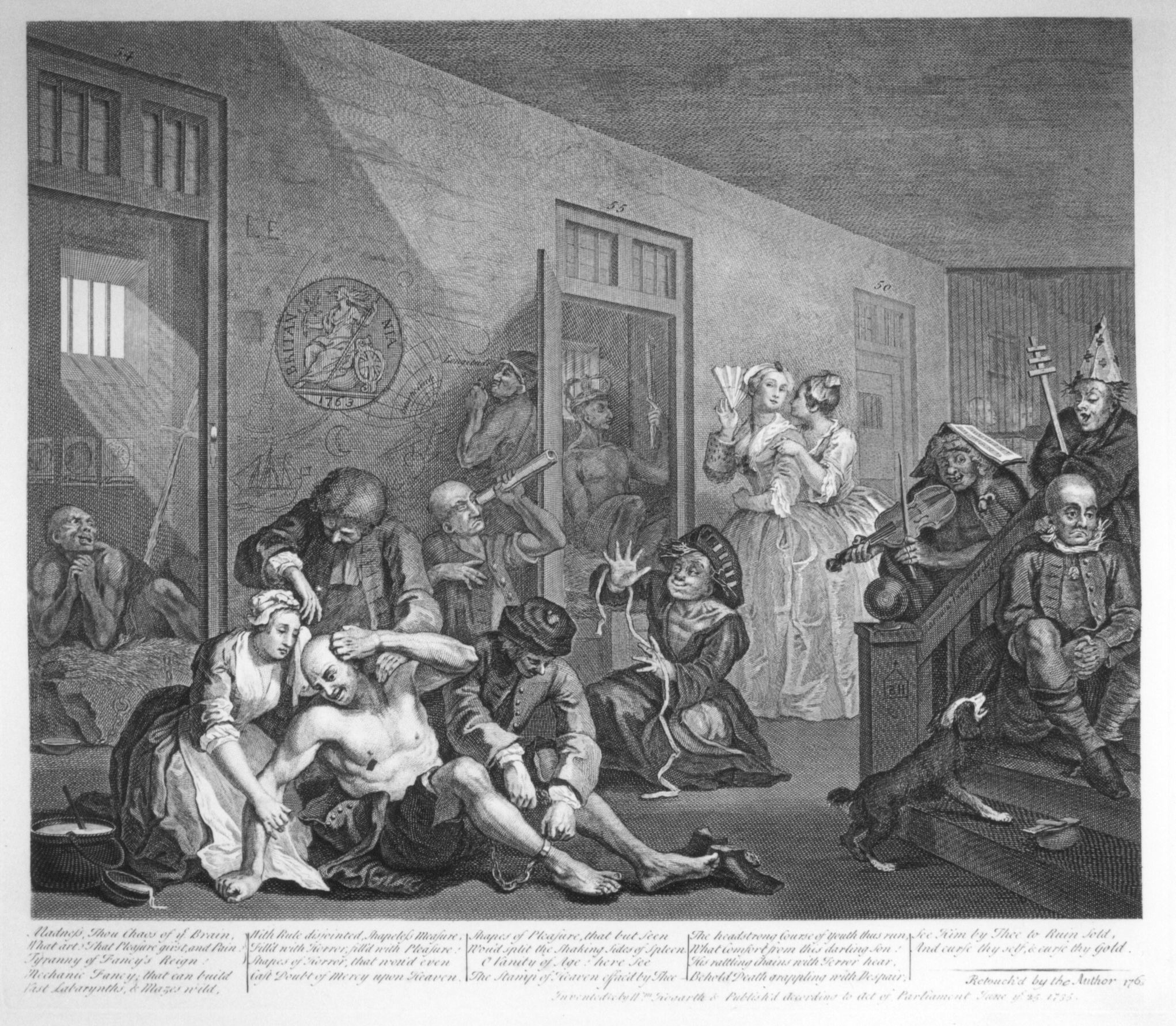
ウィリアム・ホガースによる連作『The Rake's Progress（道楽者のなりゆき）』（1733年）の最後の一枚

「コミック・アートの歴史」を著したR.セービンは、漫画は本質的に印刷媒体と関連づけられているという主張の下に、印刷術の発明により漫画の形式が具体化されたとの見解に立っている。したがって、印刷術に先立つすべての漫画のバリエーションは、あくまで漫画の先行形式であり、漫画の系譜に属するものとはみなせないとするのが、セービンの見解であった。
漫画の形式を備えているとみなせる、現在残されている初期の作品はフランシス・バーローによる『A True Narrative of the Horrid Hellish Popish Plot（恐るべき地獄のようなカトリック陰謀事件についての真実の物語）』（1682年）である。これは、コマ絵の連続で経緯が描かれ、セリフはフキダシによって表現されている。その後、同様の形式を持つものはいくつも発表されているが、エディ・キャンベルは「それらの作品は漫画というよりも、風刺画の連作ではないか」と反論している。この時期の特筆すべき制作者としては、トマス・ローランドソン、ジャン・ヴァンデルフフト、ジェームズ・ギルレイ、ジョージ・クルックシャンクがいる。ローランドソンとギルレイの作品の中には、フキダシを導入しているものも見られる。
それらの中でも、当時の政治を風刺したローランドソンの1784年の作品『The loves of the fox and the badger, or the coalition wedding』は、キャプション、フキダシ、きちんと展開するコマ形式を備えたうえに、思考表現のフキダシも持ち、コマ漫画のプロトタイプであるとみなされ、このローランドソンの作品は、絵物語の連続表現としてのコマ漫画形式の普及を促進したといえる。

### 19世紀

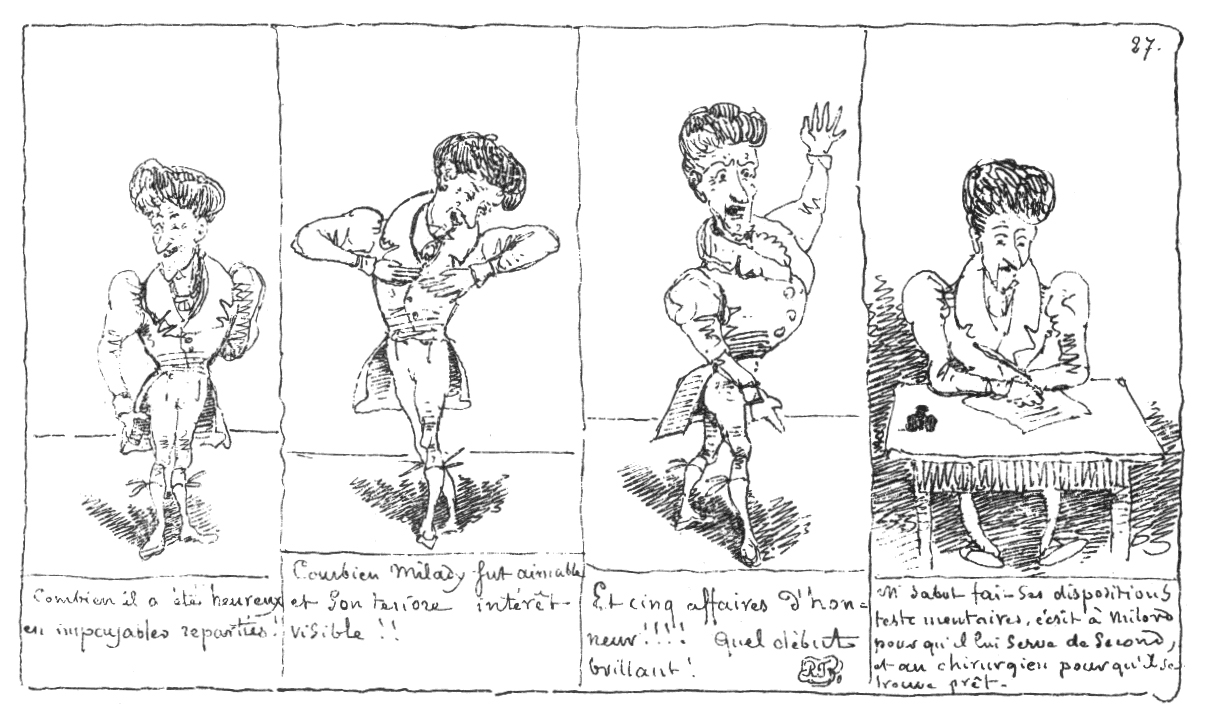
ロドルフ・テプフェールによる絵物語『Histoire de monsieur Jabot（ジャボ氏物語）』（1833年）

スイスのロドルフ・テプフェールは、19世紀前半の漫画史における重要人物である。コマ絵とその下に添えられた文からなるテプフェールによる一連の作品は、ヨーロッパとアメリカのさまざまな地域で出版された（ただし、この作品にはフキダシは用いられていない）。当時の著作権法の不在により海賊出版されたこれらの翻訳版は、両大陸で漫画という形式を持つ作品のための市場を整えた。
1845年に、テプフェールは著書『Essai de Physiognomonie（観相学試論）』の中で、彼の考えを形式づけている。「絵物語を構築し、しばしば澱となって沈んでいる素材から可能性を余さず引き出してやるのに、名匠の業を身につける必要はない。絵物語の構築は、単に鉛筆画で軽佻浮薄なカリカチュアを描き出すことではない。また、単に世間の噂話を物語にすることでも、駄洒落を絵画化することでもない。あなたは実際にある種の演劇を発明し、企画に沿った形で部品を配置し、全体を満足な形に整えねばならない。ただジョークを書き綴ったり、対句を繰り返したりするだけでは駄目なのだ。それが優れたものであるにせよ、劣ったものであるにせよ、真面目なものであるにせよ、馬鹿げたものであるにせよ、狂ったものであるにせよ、正常なものであるにせよ、あなたは『本』を作るのである」
美術史家エルンスト・ゴンブリッチは、テプフェールを新たな絵画言語の発明者として認識している。これは読者自身の想像力によって補われる、省略された表現形式であった。
デイヴィド・カンズル（アメリカ）やティエリ・グルンステン（フランス）などの漫画史の研究者によれば、テプフェールは現代的な意味でのコマ漫画（コミック・ストリップ、バンド・デシネ）という表現形式を事実上発明した人として評価され、「コマ漫画の父」とも呼ばれている。

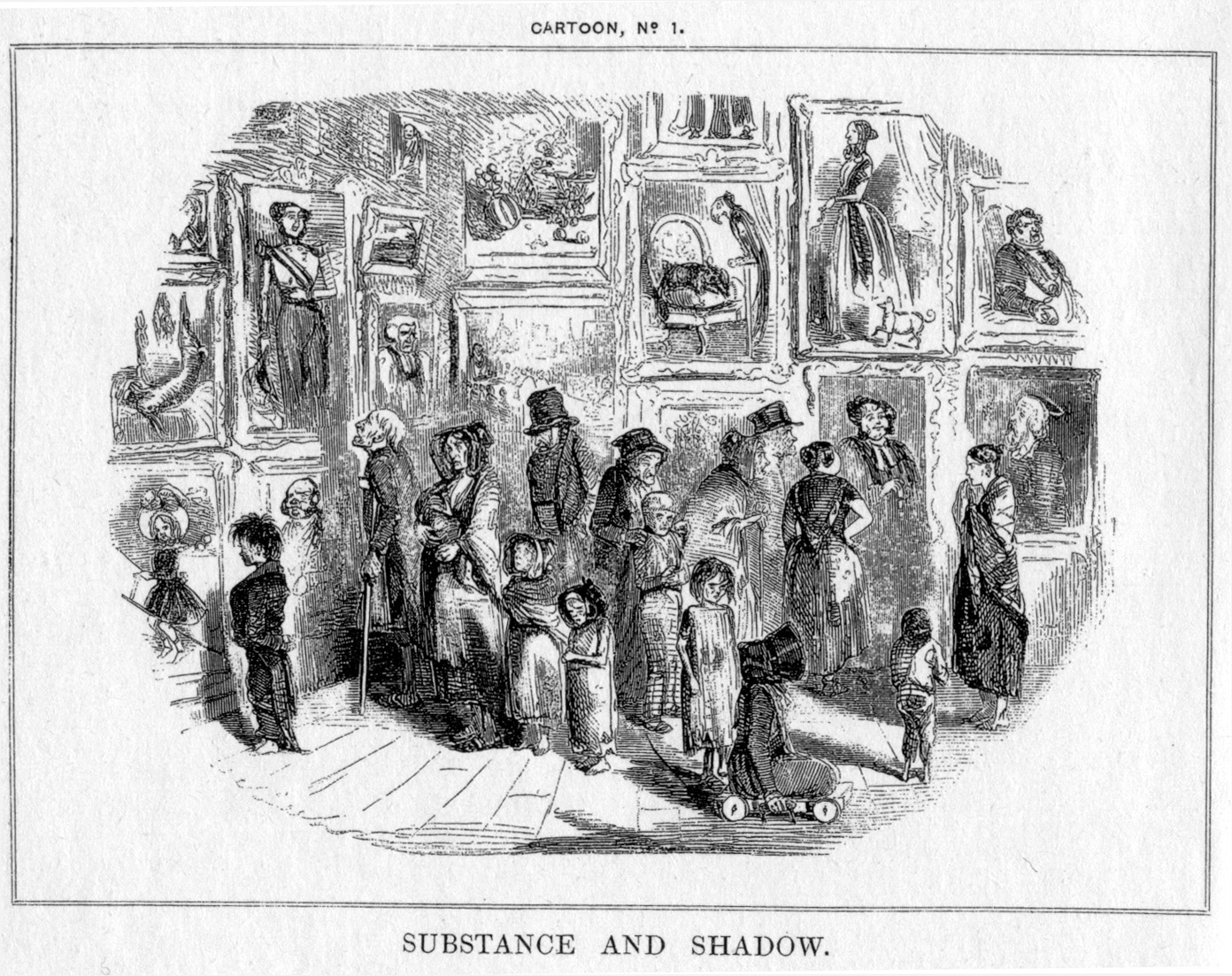
ジョン・リーチによる風刺漫画『Substance and Shadow（実体と影）』（1843年）

19世紀には、新聞紙上での風刺漫画が人気を博した。1841年、イギリスで風刺漫画雑誌『パンチ』が創刊された。1843年に、『パンチ』は当時フレスコ画の下絵（カートゥーン）展示会を行っていたイギリスの国会議事堂を揶揄して、誌上に掲載された風刺漫画を「カートゥーン（cartoon）」と名付けた。この用語は漫画を表す一般的な英語となり、現代でも使われている。同種の風刺漫画雑誌として、ヨーロッパ大陸ではドイツの『フリーゲンデ・ブレッター』やフランスの『シャリバリ』があり、アメリカ合衆国では『ジャッジ』と『パック』が人気を博していた。
1865年に、ドイツでヴィルヘルム・ブッシュによる『マックスとモーリッツ』が新聞紙上で発表された。この絵物語は漫画の重要な先駆作品であると考えられている。この頃から中国では漫画の形式が整い始め、1927年には完成した。
1884年にイギリスで雑誌形式により出版された『アリー・スローパーの半休日』は、特定の主人公（アリー・スローパー）による最初の連載漫画として評価されている。1890年には、イギリスでさらに2冊の漫画雑誌『コミック・カッツ』と『イラストレーテッド・チップス』が登場した。これらの漫画はアメリカでも新聞連載された。これらの作品により、定期刊行雑誌としてのブリティッシュ・コミックの伝統が確立された。
一般的な基準による、特定の登場人物が登場する最初の成功した連載漫画は、アメリカのリチャード・F・アウトコールトによる連載一コマ漫画『ホーガンズ・アレイ』（1896年）か、ドイツ系アメリカ移民のルドルフ・ダークスによる連載コマ漫画『カッツェンジャマー・キッズ』（1897年）であった。『ホーガンズ・アレイ』の主人公であるイエロー・キッドの人気は連載された新聞の売り上げ拡大に貢献し、そのほかの連載漫画の誕生を促した。この漫画ブームは、大衆芸術としての漫画の始まりを示すものであった。

### 20世紀
アメリカ合衆国において漫画を示す用語である「コミックス（comics）」は、ユーモラスな物語を特徴とした初期のコミック・ストリップ（新聞漫画）に用いられた形容詞「滑稽な（comic）」に由来する。
1929年に、アクション漫画である『バック・ロジャーズ』と『ターザン』の連載開始により、コミックはその分野を拡大し始めた。さらに多くの漫画が誕生するうちに、「コミックス」という用語は、やがて作品の内容よりも形式を指す用語となっていった。また、同年にはベルギーの新聞『ル・ヴァンティエーム・シェクル（20世紀新聞）』付録の白黒漫画で、タンタンの冒険が初登場した。タンタンの物語は1929年に『タンタンソビエトへ』の一冊にまとめられ、ユーロピアン・コミックスのコミック・アルバムの形式で出版された。
そのほかにも、1929年には新聞漫画を再版した『ザ・ファニーズ』が出版されている。この漫画はアメリカ合衆国においてニューススタンドで発売された、最初の4色印刷の漫画として評価されており、タブロイド判のサイズで印刷されていた。この判型は当時の新聞の日曜版と混同されやすく、売り上げを伸ばせなかったため、36号で廃刊となった。
現在のアメリカン・コミックス形式で出版された最初の漫画は、日曜版のタブロイド判サイズを半分にした判型による『ファニーズ・オンパレード』であった。ニューヨークのイースタン・カラー・プリンティング社で働いていたハリー・L・ウィルデンバーグとマックス・C・ゲインズにより、広告用の景品として1933年に出版されたこの雑誌の成功は、同種の景品雑誌出版の呼び水となった。やがてゲインズは余った雑誌に10セントの価格を表示したカバーをかけて、ニューススタンドで販売することを思いつき、それらをすべて売り切った。これにより、イースタン社はニューススタンドで販売される漫画雑誌『フェイマス・ファニーズ』を1934年5月に創刊した。
1935年までの漫画は、主に当時のパルプ雑誌に影響された独自の素材を利用していたが、このころから漫画外の素材が漫画に用いられるようになった。ウィル・アイズナーは漫画外の素材を漫画に持ち込んだ漫画家であり、漫画外の素材を漫画に適用すべく改良し、漫画の文法を発明したことにより高く評価されている。アイズナーにより案出された漫画の手法としては、場面を突然に切り替える「ジャンプ・カット」などがある。
アメリカでは1938年に、『アクション・コミックス』第1号でスーパーマンが初登場し、アメリカン・コミックスの黄金時代と呼ばれる期間が到来した。また同年にベルギーでは、バンド・デシネの特徴である週刊形式の漫画雑誌『スピルー』が創刊された。しかし第二次世界大戦後に俗悪コミックへの反対運動が激化し、これを受けて1954年にコミックス倫理規定委員会が設立されて「トータルデザスター（総破壊）」と呼ばれる厳しい規制が導入された結果、アメリカの漫画産業は衰退期に入り、一時スーパーヒーローのジャンル以外の漫画はほとんど発行されなくなった。具体的には、警察は絶対悪く描かない、教会へ行かないようなヒーローはダメ、教師を馬鹿にするようなヒーローもダメ、離婚や離婚家庭を肯定的に描かない、セックスもバイオレンスも、そういう感覚を刺激する表現は禁止というものである。
アメリカでは、第二次世界大戦期以降、高等教育を受けておらず社会経験が少ない新兵向けの副読本として、任務中の注意点や生活規範などを解説した漫画が軍主導で多数企画され、ウィル・アイズナーなどのコミック作家が請け負っていた（英語版記事「PS」参照）。
日本では、第二次世界大戦後の漫画の表現技法がのちの漫画家たちに大きな影響を与え、現在まで日本の漫画の表現技法として定着している。日本の漫画の歴史については、「日本の漫画」「日本の漫画の歴史」項を参照。

## 各国の漫画
世界各国で漫画は発行されているが、なかでも日本・アメリカ・フランスの3か国は独自のアートスタイルと市場を持つ。
アメリカン・コミックスは、新聞漫画であるコミック・ストリップと、大手出版社からコミック・ブック形式で発行されるメインストリーム・コミック、そして独立系出版社のオルタナティヴ・コミックとに分かれる。スーパーヒーローもののコミックに代表され、アメリカ国内でもその認識が強い。コミック・ブックはカラーが中心である。
フランスの漫画はバンド・デシネと総称され、これにはフランスのみならず、ベルギー漫画などフランス語圏諸国のものが含まれる。フランスでは「第9の芸術」と呼ばれることもあり、エンターテイメント性の高いものが中心ではあるが、技巧や芸術性の高いものも存在する。
世界的にはカラーが主流であるが、日本の漫画はおもにモノクロで描かれ、独特のデフォルメされた絵柄や表現技法、ストーリーの長さ、そして老若男女すべてを対象とする読者層の広さと、ジャンルの多様性に特徴があるとされる。
そのほかの国家の漫画については、中国の漫画、香港の漫画、台湾の漫画、韓国の漫画、フィリピンの漫画、マレーシアの漫画、インドの漫画、トルコの漫画の各記事を参照のこと。

## 産業
産業としての漫画の市場規模は、日本が突出して大きく、他国の数倍以上の規模を持っている。アメコミ・マンガ・バンドデシネなどすべての漫画を含めた2008年度の漫画の売り上げは、日本が4,483億円、アメリカが281億円、フランスが246億円と推定されており、そのほかの国はさらに小さなものとなっている。その後は日本が伸び悩む一方で世界的には市場は伸長し、2017年度には日本39億ドル、アメリカ10億ドル、中国8億ドルの順となっている。日本では出版物の3分の1を漫画が占めるほど大きな地位を占めているが、1995年以降漫画の売り上げは長期低落傾向にある。ただし2020年にはCOVID-19のパンデミックによる巣ごもり需要の急拡大や、電子書籍需要の急増、そして「鬼滅の刃」の大ヒットによって減少傾向が一転し、前年比23.0%増の6,126億円となって過去最大の売上高を記録した。
漫画は単体のみならず、アニメや映画のコンテンツ供給源としても重要である。これは日本のみならず、アメリカンコミックや中国においても同様の傾向がみられる。
日本では漫画家1人か作画とシナリオの2人にアシスタントが補助するスタイルで制作され、作家個人の才能に依存するという意識が強いが、近年ではアニメーション制作やアメリカン・コミックスのようにプロット、シナリオ、ネーム、下書き、背景、彩色などを分業化したスタジオ形式で制作される例もある。